# Elisha Owusu
Elisha Owusu (* 7. listopadu 1997) je ghanský profesionální fotbalista, který hraje na pozici záložníka za klub Ligue 1 AJ Auxerre. I když se narodil ve Francii, hraje za ghanskou fotbalovou reprezentaci.

## Klubová kariéra
Owusu je mládežnickým produktem Lyonu, ke kterému se připojil v roce 2010 a stal se kapitánem rezervního týmu. Dne 23. února 2017 podepsal svou první profesionální smlouvu s Lyonem na 3 roky. 19. června 2018 byl na sezónu zapůjčen do Sochaux. Profesionálně debutoval za Sochaux 27. července 2018 při prohře 1:0 v Ligue 2 s Grenoblem.
Dne 21. června 2019 podepsal čtyřletou smlouvu s belgickým klubem KAA Gent. Klub opustil 16. ledna 2023 a přestoupil do týmu Ligue 1 Auxerre se smlouvou do června 2025.

## Reprezentační kariéra
Owusu se narodil ve Francii a je ghanského původu. V národním týmu Ghany debutoval 29. března 2022 v kvalifikaci na Mistrovství světa ve fotbale 2022 v zápase proti Nigérii, který skončil 1:1, což byl výsledek, který pomohl Ghaně kvalifikovat se na Mistrovství světa ve fotbale 2022.

## Úspěchy
Gent
- Belgický pohár: 2021/22